# 2022–2023-as portugál női labdarúgó-bajnokság (első osztály)
A 2022–2023-as portugál női labdarúgó-bajnokság első osztálya (hivatalos nevén: Campeonato Nacional de Futebol Feminino, más néven Liga BPI) a portugál női labdarúgó-bajnokság 38. szezonja, melyet tizenkét csapat részvételével rendeztek meg. A bajnokság győztese automatikusan indulási jogot kap a UEFA női bajnokok ligájában, míg az utolsó helyezett kiesik a második vonalba. A pontvadászat 10. és 11. helyen végzett csapatai a másodosztály 2. és 3. helyezettje elleni osztályozó mérkőzéseken őrizhetik meg első osztályú státuszukat.

## Története
A 2021–22-es szezon végeztével szűkítették a bajnokság létszámát és az eddigi 16 csapat helyett 12 gárda részvétele biztosított az első osztályban.
A Benfica a bajnokság 20. fordulójában biztosította be első helyét és egymás után harmadszor is a magasba emelhette a bajnoki trófeát.

## A bajnokság csapatai

### Csapatváltozások
| Feljutott az első osztályba | Kiesett a másodosztályba                                    |
| --------------------------- | ----------------------------------------------------------- |
| Damaiense                   | Clube Condeixa Gil Vicente Estoril Praia Varzim Atlético CP |

### Csapatok adatai
| Klub                | Település              | Stadion                                 | Férőhely | Vezetőedző        | 2021–22-es helyezés |
| ------------------- | ---------------------- | --------------------------------------- | -------- | ----------------- | ------------------- |
| Clube de Albergaria | Albergaria-a-Velha     | Estádio Antonio Augusto Martins Pereira | 1 000    | Manuel Pinho      | 7.                  |
| Amora               | Amora                  | Parque Municipal do Serrado             | 1 000    | João Mugeiro      | 9.                  |
| Benfica             | Lisszabon              | Benfica Campus                          | 2 721    | Filipa Patão      | 1.                  |
| Braga               | Braga                  | Estádio 1º de Maio                      | 28 000   | José Nunes        | 3.                  |
| Damaiense           | Damaia                 | Campo Damaiense                         | 1 000    | Tomás Tengarrinha | 2. II DFS           |
| Famalicão           | Vila Nova de Famalicão | Campo Nº 2 Academia                     | 2 000    | Marco Ramos       | 4.                  |
| Marítimo            | Funchal                | Complexo Desportivo do Marítimo         | 1 824    | Albano Oliveira   | 5.                  |
| Atlético Ouriense   | Ourém                  | Campo Da Caridade                       | 260      | César Matias      | 16.                 |
| Sporting CP         | Lisszabon              | Estádio Aurélio Pereira                 | 1 180    | Mariana Cabral    | 2.                  |
| Torreense           | Torres Vedras          | Parque Desportivo Maximino Santos       | 2 000    | Simon Parker      | 6.                  |
| Valadares Gaia      | Valadares              | Complexo Desportivo Valadares           | 750      | Antonio Silva     | 10.                 |
| Vilaverdense        | Vila Verde             | Estadio Municipal De Vila Verde         | 1 500    | Daniel Pacheco    | 8.                  |

### Vezetőedző váltások
| Csapat            | Távozó edző       | Ok               | Dátum                | Poz. | Érkező edző           | Dátum              |
| ----------------- | ----------------- | ---------------- | -------------------- | ---- | --------------------- | ------------------ |
| Atlético Ouriense | Renato Fernandes  | lemondott        | 2022. szeptember 18. | 7.   | Simon Parker          | 2022. október 7.   |
| Famalicão         | Hélder Batista    | lemondott        | 2022. október 15.    | 5.   | Marco Ramos           | 2022. október 23.  |
| Atlético Ouriense | Marco Ramos       | lemondott        | 2022. október 16.    | 7.   | César Matias          | 2022. október 30.  |
| Marítimo          | Filipe Neto       | lemondott        | 2022. október 17.    | 12.  | Albano Oliveira       | 2022. október 17.  |
| Amora             | Ricardo Monsato   | lemondott        | 2022. november 5.    | 12.  | João Mugeiro          | 2022. november 20. |
| Torreense         | Simon Parker      | lemondott        | 2023. február 24.    | 9.   | José Vasques          | 2023. február 24.  |
| Valadares Gaia    | António Silva     | közös megegyezés | 2023. június 5.      | 9.   | Zé Nando              | 2023. június 10.   |
| Damaiense         | Tomás Tengarrinha | lemondott        | 2023. július 24.     | 5.   | Thorlákur Már Árnason | 2023. július 24.   |
| Braga             | José Nunes        | lemondott        | 2023. július 24.     | 3.   | Tomás Tengarrinha     | 2023. július 24.   |
| Famalicão         | Marco Ramos       | lemondott        | 2023. július 28.     | 4.   | Miguel Santos         | 2023. július 28.   |

## Tabella
| #   | Csapat              | M  | GY | D | V  | G+ – G– | GK  | P  | Megjegyzések                 |
| --- | ------------------- | -- | -- | - | -- | ------- | --- | -- | ---------------------------- |
| 1.  | Benfica CV          | 22 | 21 | 0 | 1  | 99–7    | +92 | 63 | Bajnokok Ligája (1. forduló) |
| 2.  | Sporting CP KGY     | 22 | 17 | 3 | 2  | 67–14   | +53 | 54 |                              |
| 3.  | Braga               | 22 | 16 | 3 | 3  | 60–26   | +34 | 51 |                              |
| 4.  | Famalicão           | 22 | 12 | 4 | 6  | 48–27   | +21 | 40 |                              |
| 5.  | Damaiense Ú         | 22 | 10 | 6 | 6  | 35–34   | +1  | 36 |                              |
| 6.  | Vilaverdense        | 22 | 9  | 1 | 12 | 38–45   | −7  | 23 | 5 pont levonva               |
| 7.  | Torreense           | 22 | 6  | 4 | 12 | 25–47   | −22 | 22 |                              |
| 8.  | Clube de Albergaria | 22 | 5  | 6 | 11 | 21–54   | −33 | 21 |                              |
| 9.  | Valadares Gaia      | 22 | 5  | 5 | 12 | 17–38   | −21 | 20 |                              |
| 10. | Atlético Ouriense   | 22 | 4  | 5 | 13 | 14–44   | −30 | 17 | Osztályozó                   |
| 11. | Marítimo            | 22 | 5  | 2 | 15 | 29–58   | −29 | 17 | Osztályozó                   |
| 12. | Amora               | 22 | 2  | 1 | 19 | 12–71   | −59 | 7  | II Divisão                   |

Utolsó frissítés: 2023. május 21. 
Forrás: Liga BPI 
A rangsorolás alapszabályai: 1. összpontszám, 2. egymás elleni eredmények összpontszáma, 3. gólkülönbség, 4. szerzett gólok száma.
(B): Bajnokcsapat, (K): Kieső csapat, (F): Feljutó csapat, (I): Kupainduló, (R): A rájátszás győztese, (KGY): Kupagyőztes

## Osztályozó
| 2023. június 4. 11:00 (GMT) |

| Marítimo                              | 4–1               | Futebol Benfica |
| ------------------------------------- | ----------------- | --------------- |
| Encarnação 47' 62' Costa 49' Vale 77' | (0–1) Jegyzőkönyv | Silva 20'       |

| Complexo Desportivo do Marítimo Játékvezető: Bárbara Domingues |

| 2023. június 10. 16:00 (GMT) |

| Futebol Benfica    | 1–2               | Marítimo            |
| ------------------ | ----------------- | ------------------- |
| Fatumata Sissé 45' | (1–0) Jegyzőkönyv | Amado 79' Costa 87' |

| Estádio Francisco Lázaro Játékvezető: Liliana Duarte |

A Marítimo együttese 6–2-es összesítéssel nyerte a párharcot és megőrizte élvonalbeli tagságát
| 2023. június 3. 11:00 (GMT) |

| Atlético Ouriense        | 2–1               | Gil Vicente |
| ------------------------ | ----------------- | ----------- |
| Cabral 45+4' Azevedo 48' | (1–0) Jegyzőkönyv | Sousa 57'   |

| Campo Da Caridade Játékvezető: Tânia Patrão |

| 2023. június 10. 11:00 (GMT) |

| Gil Vicente | 1–1               | Atlético Ouriense |
| ----------- | ----------------- | ----------------- |
| Semedo 7'   | (1–1) Jegyzőkönyv | Santana 35'       |

| Campo de Futebol de Carapeços Játékvezető: Telma Frade |

Az Atlético Ouriense együttese 3–2-es összesítéssel nyerte a párharcot és megőrizte élvonalbeli tagságát

## Statisztikák
| Gól | Név                  | Csapat                   |
| --- | -------------------- | ------------------------ |
| 22  | Cloé Lacasse         | Benfica                  |
| 16  | Jéssica Silva        | Benfica                  |
| 15  | Francisca Nazareth   | Benfica                  |
| 14  | Diana Silva          | Sporting CP              |
| 12  | Telma Encarnação     | Marítimo                 |
| 12  | Beatriz Fonseca      | Braga                    |
| 12  | Caroline Kehrer      | Braga                    |
| 10  | Nycole Raysla        | Benfica                  |
| 9   | Maria Luisa Schmidt  | Vilaverdense             |
| 8   | Marie-Yasmine Alidou | Famalicão                |
| 8   | Brenda Pérez         | Sporting CP              |
| 7   | Ana Capeta           | Sporting CP              |
| 6   | Marta Cintra         | Benfica                  |
| 6   | Summer Green         | Damaiense                |
| 6   | Madalena Marau       | Vilaverdense             |
| 6   | Vanessa Marques      | Braga                    |
| 6   | Jassie Vasconcelos   | Torreense                |
| 6   | Ana Teles            | Sporting CP              |
| 6   | Handrí Viólárí       | Famalicão                |
| 6   | Ana Vitória          | Benfica                  |
| 5   | Jorian Baucom        | Damaiense                |
| 5   | Érica Costa          | Marítimo                 |
| 5   | Melanie Cunha        | Atlético Ouriense        |
| 5   | Raquel Fernandes     | Famalicão                |
| 5   | Marta Ferreira       | Damaiense                |
| 5   | Érica Gomes          | Clube de Albergaria      |
| 5   | Inês Gonçalves       | Sporting CP              |
| 5   | Olivia Kearse        | Clube de Albergaria      |
| 5   | Samara Lino          | Clube de Albergaria      |
| 5   | Mafalda Marujo       | Amora (3), Famalicão (2) |
| 5   | Huỳnh Như            | Vilaverdense             |
| 5   | Carolina Rocha       | Famalicão                |
| 5   | Ana Rute             | Braga                    |
| 5   | Sissi                | Famalicão                |
| 4   | Joline Amani         | Braga                    |
| 4   | Neuza Besugo         | Torreense                |
| 4   | Maísa Correia        | Sporting CP              |
| 4   | Chandra Davidson     | Sporting CP              |
| 4   | Anouk Dekker         | Braga                    |
| 4   | Rita Dias            | Vilaverdense             |
| 4   | Melany Fortes        | Damaiense                |
| 4   | Carolina Mendes      | Braga                    |
| 4   | Cláudia Neto         | Sporting CP              |
| 4   | Maiara Niehues       | Sporting CP              |
| 4   | Natalie Oronoz       | Vilaverdense             |
| 4   | Ana Seiça            | Benfica                  |
| 3   | Vitória Almeida      | Braga                    |
| 3   | Paige Almendariz     | Braga                    |
| 3   | Catarina Amado       | Benfica                  |
| 3   | Ana Assucena         | Damaiense                |
| 3   | Treva Aycock         | Valadares Gaia           |
| 3   | Beatriz Cameirão     | Damaiense                |
| 3   | Alexandra Henriques  | Clube de Albergaria      |
| 3   | Laura Luís           | Braga                    |
| 3   | Maria Miller         | Famalicão                |
| 3   | Beatriz Nogueira     | Benfica                  |
| 3   | Jéssica Pastilha     | Atlético Ouriense        |
| 3   | Ana Rocha            | Torreense                |
| 3   | Morgan Turner        | Torreense                |
| 2   | Lúcia Alves          | Benfica                  |
| 2   | Ana Araújo           | Benfica                  |
| 2   | Laís Araújo          | Famalicão                |
| 2   | Maria Baleia         | Vilaverdense             |
| 2   | Betinha              | Valadares Gaia           |
| 2   | Ana Borges           | Sporting CP              |
| 2   | Sara Brasil          | Atlético Ouriense        |
| 2   | Andreia Bravo        | Sporting CP              |
| 2   | Valéria Cantuário    | Benfica                  |
| 2   | Joana Dantas         | Sporting CP              |
| 2   | Vânia Duarte         | Famalicão                |
| 2   | Fátima Dutra         | Sporting CP              |
| 2   | Pâmela Dutra         | Marítimo                 |
| 2   | Irís Ferreira        | Amora                    |
| 2   | Melanie Forbes       | Damaiense                |
| 2   | Raquel Infante       | Famalicão                |
| 2   | Rita Machado         | Valadares Gaia           |
| 2   | Inês Maia            | Famalicão                |
| 2   | Laura Maria          | Marítimo                 |
| 2   | Patrícia Oliveira    | Clube de Albergaria      |
| 2   | Pauleta              | Benfica                  |
| 2   | Telma Pereira        | Famalicão                |
| 2   | Lorena Santana       | Atlético Ouriense        |
| 2   | Marcelly Vale        | Marítimo                 |
| 2   | Cristiana Vieira     | Vilaverdense             |
| 1   | Matilde Almeida      | Clube de Albergaria      |
| 1   | Sara Alves           | Vilaverdense             |
| 1   | Nicole Araújo        | Torreense                |
| 1   | Aurelle Awona        | Braga                    |
| 1   | Carlyn Baldwin       | Damaiense                |
| 1   | Carina Baltrip-Reyes | Marítimo                 |
| 1   | Beatriz Barbosa      | Valadares Gaia           |
| 1   | Inês Barge           | Vilaverdense             |
| 1   | Érica Bispo          | Damaiense                |
| 1   | Bimba Cabral         | Atlético Ouriense        |
| 1   | Priscila Campota     | Marítimo                 |
| 1   | Ariadna Cerezuela    | Torreense                |
| 1   | Samantha Chang       | Torreense                |
| 1   | Andreia Cordeiro     | Amora                    |
| 1   | Carolina Correia     | Benfica                  |
| 1   | Carole Costa         | Benfica                  |
| 1   | Carlota Cristo       | Amora                    |
| 1   | Opal Curless         | Valadares Gaia           |
| 1   | Maria Dias           | Amora                    |
| 1   | Carolina Duque       | Amora                    |
| 1   | Darija Đukić         | Marítimo                 |
| 1   | Marta Edyth          | Atlético Ouriense        |
| 1   | Andreia Faria        | Benfica                  |
| 1   | Madalena Fernandes   | Damaiense                |
| 1   | Cristina Ferreira    | Valadares Gaia           |
| 1   | Raquel Ferreira      | Damaiense                |
| 1   | Rita Fontemanha      | Sporting CP              |
| 1   | Anna Gasper          | Benfica                  |
| 1   | Ema Gonçalves        | Valadares Gaia           |
| 1   | Mara Gonçalves       | Vilaverdense             |
| 1   | Sara Granja          | Amora                    |
| 1   | Zoe Hudson           | Valadares Gaia           |
| 1   | Vital Kac            | Braga                    |
| 1   | Sini Laaksonen       | Vilaverdense             |
| 1   | Leah Lewis           | Braga                    |
| 1   | Bruna Lourenço       | Sporting CP              |
| 1   | Maria Malta          | Torreense                |
| 1   | Joana Martins        | Sporting CP              |
| 1   | Lara Martins         | Benfica                  |
| 1   | Tânia Mateus         | Marítimo                 |
| 1   | Andrea Mirón         | Damaiense                |
| 1   | Joana Neves          | Valadares Gaia           |
| 1   | Gabriela Pelogi      | Valadares Gaia           |
| 1   | Regina Pereira       | Famalicão                |
| 1   | Lara Pintassilgo     | Torreense                |
| 1   | Inês Queiroga        | Valadares Gaia           |
| 1   | Carolina Ribeiro     | Amora                    |
| 1   | Maria Rodrigues      | Vilaverdense             |
| 1   | Tânia Rodrigues      | Braga                    |
| 1   | Mariana Rosa         | Torreense                |
| 1   | Giovanna Santos      | Damaiense                |
| 1   | Inês Santos          | Famalicão                |
| 1   | Francisca Silva      | Vilaverdense             |
| 1   | Joana Silva          | Marítimo                 |
| 1   | Elisha Sulola        | Valadares Gaia           |
| 1   | Sara Teixeira        | Torreense                |
| 1   | Ana Viegas           | Amora                    |
| 1   | Ellie Walker         | Torreense                |

| Öngól | Név             | Csapat              |
| ----- | --------------- | ------------------- |
| 1     | Andreia Bravo   | Sporting CP         |
| 1     | Irís Ferreira   | Amora               |
| 1     | Carolina Luis   | Clube de Albergaria |
| 1     | Patrícia Morais | Braga               |
| 1     | Irís Silva      | Amora               |
| 1     | Joana Silva     | Marítimo            |
| 1     | Gabriela Zidoi  | Atlético Ouriense   |

| Mérk. | Név               | Csapat              |
| ----- | ----------------- | ------------------- |
| 12    | Hannah Seabert    | Sporting CP         |
| 9     | Dani Neuhaus      | Famalicão           |
| 8     | Rute Costa        | Benfica             |
| 7     | Chandra Bednar    | Damaiense           |
| 7     | Patrícia Morais   | Braga               |
| 7     | Katelin Talbert   | Benfica             |
| 5     | Lysianne Proulx   | Torreense           |
| 4     | Daniela Araújo    | Vilaverdense        |
| 4     | Diana Oliveira    | Clube de Albergaria |
| 3     | Ana Rita Oliveira | Atlético Ouriense   |
| 3     | Erin Seppi        | Valadares Gaia      |
| 2     | Carolina Jóia     | Sporting CP         |
| 1     | Diana Figueira    | Marítimo            |
| 1     | Andrea Neves      | Amora               |
| 1     | Luísa Pinheiro    | Braga               |
| 1     | Cláudia Rocha     | Atlético Ouriense   |
| 1     | Bárbara Santos    | Marítimo            |